# 遠山梓
遠山 梓（とおやま あづさ、1991年11月23日 - ）は、日本のフリーアナウンサー。元NHK岐阜放送局所属。テレビ朝日アスク出身。

## 来歴
1991年11月23日、岐阜県恵那市出身。聖霊中学校を2008年卒業、聖霊高等学校に入学し2011年卒業。大妻女子大学に入学2015年に卒業。その年に NHK岐阜放送局に入社する。2018年に圭三プロダクションに入社、現在に至る。

## 人物
趣味は旅行、ゴルフ、韓国ドラマ、お酒、漫画、アニメ、ゲーム。特にポケモンが大好きである。

## 出演
フリーアナウンサー
- マイチャンネルあらかわ『こんにちは荒川区』(2020年 - ) - リポーター[1]
- としまテレビ『としま情報スクエア』(2020年 - ) - キャスター[1]

NHK岐阜放送局
- 『まるっと!ぎふ』(2018年 - 2019年) - キャスター[1]
- 『さらさらサラダ』(2017年 - 2018年) - リポーター[1]
- 『みのひだ情報局』(2016年 - 2018年) - キャスター[1]
- 『ほっとイブニングぎふ』(2016年 - 2018年) - リポーター[1]
- 『ウイークエンド中部』 - リポーター[1]
- 『ごごナマ』 - リポーター[1]
- 『全国高校野球地方大会』 - リポーター[1]